# Sint-Wulframkerk
De Sint-Wulframkerk (Collégiale Saint-Vulfran) is de belangrijkste kerk van Abbeville. Het is een kapittelkerk in flamboyant gotische stijl, waarvan het schip werd gebouwd tussen 1488 en 1539 en het koor tussen 1661 en 1663.

## Geschiedenis
Tegen het einde van de 15e eeuw werd de huidige kapittelkerk gebouwd op de moerassige bodem van het dal van de Somme. De kerk droeg de naam van de heilige Wulfram (thans in het Frans gespeld als Vulfran). In de 12de eeuw had de graaf van Ponthieu de relieken van deze heilige naar Abbeville overgebracht.
De nieuwe kapittelkerk verving de naar Wulfram genoemde parochiekerk in een tijd van economische opbloei, waardoor het nieuwe artistieke elan van de flamboyante gotiek mogelijk werd, dat ook in deze kerk tot uiting komt.
Het kapittel van Sint-Wulfram moest de mooiste kerk van Ponthieu bezitten. Daarom vroeg de graaf aan de koning van Frankrijk en de stad Abbeville om de bouw samen met hem te financieren. Opdat de gelovigen hun godsdienstoefeningen konden blijven bijwonen, werd op 7 juni 1488 met het westelijke deel ervan begonnen. De westelijke gevel was vrijwel gereed in 1502, waarna men met het oostelijke deel kon beginnen.
In 1524 werd een mis gevierd in de tweede kapel. Tot 1539 werd er druk aan de kerk gewerkt. Toen echter ontbraken de middelen om verder te bouwen, waarop de werkzaamheden werden gestaakt. In de 17e eeuw werd nog aan de leden van een broederschap de toestemming gegeven om hun kapel te vergroten, maar pas tegen het einde van de 17e eeuw kwam het oostelijke deel van de kerk gereed.

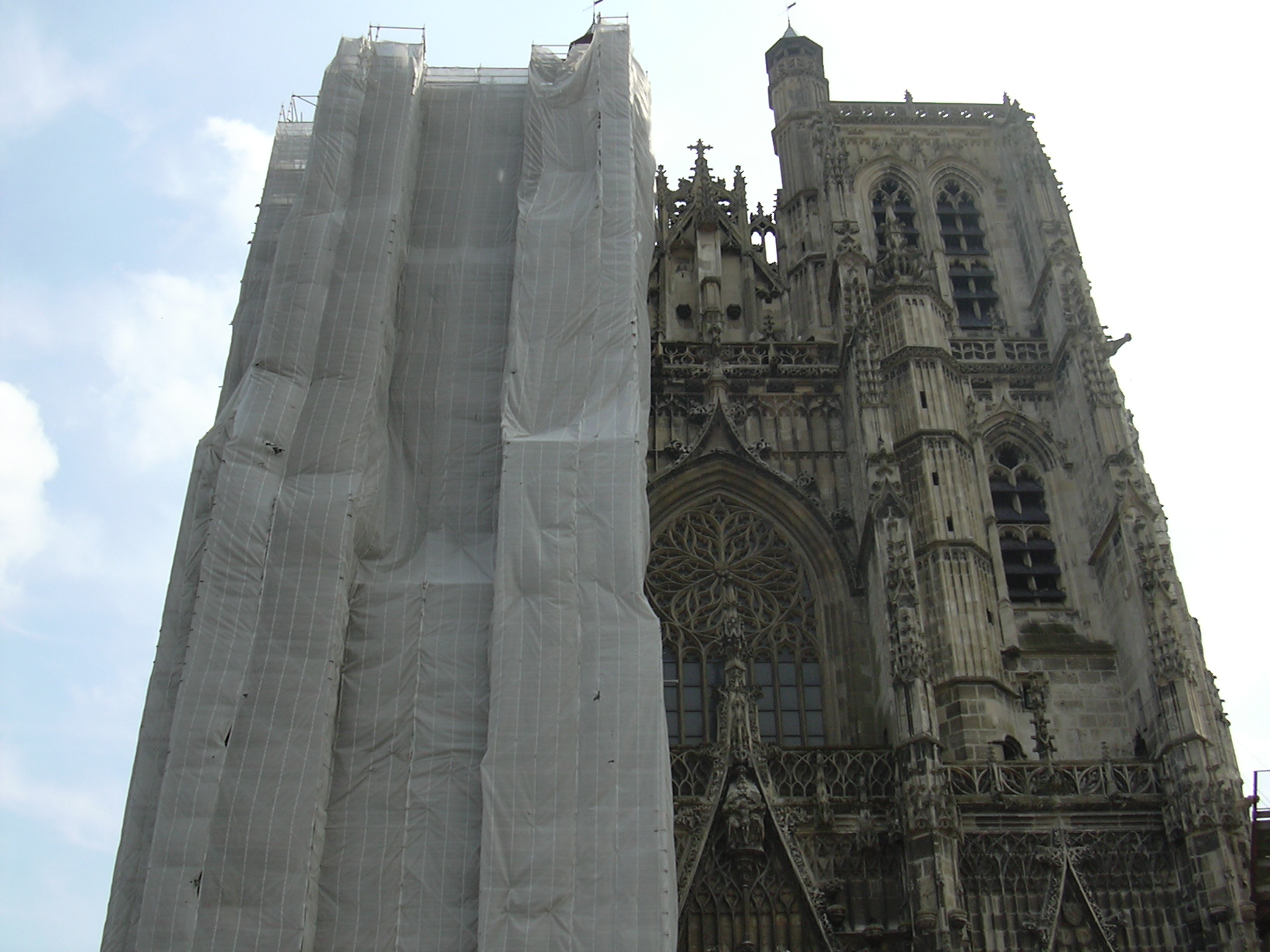
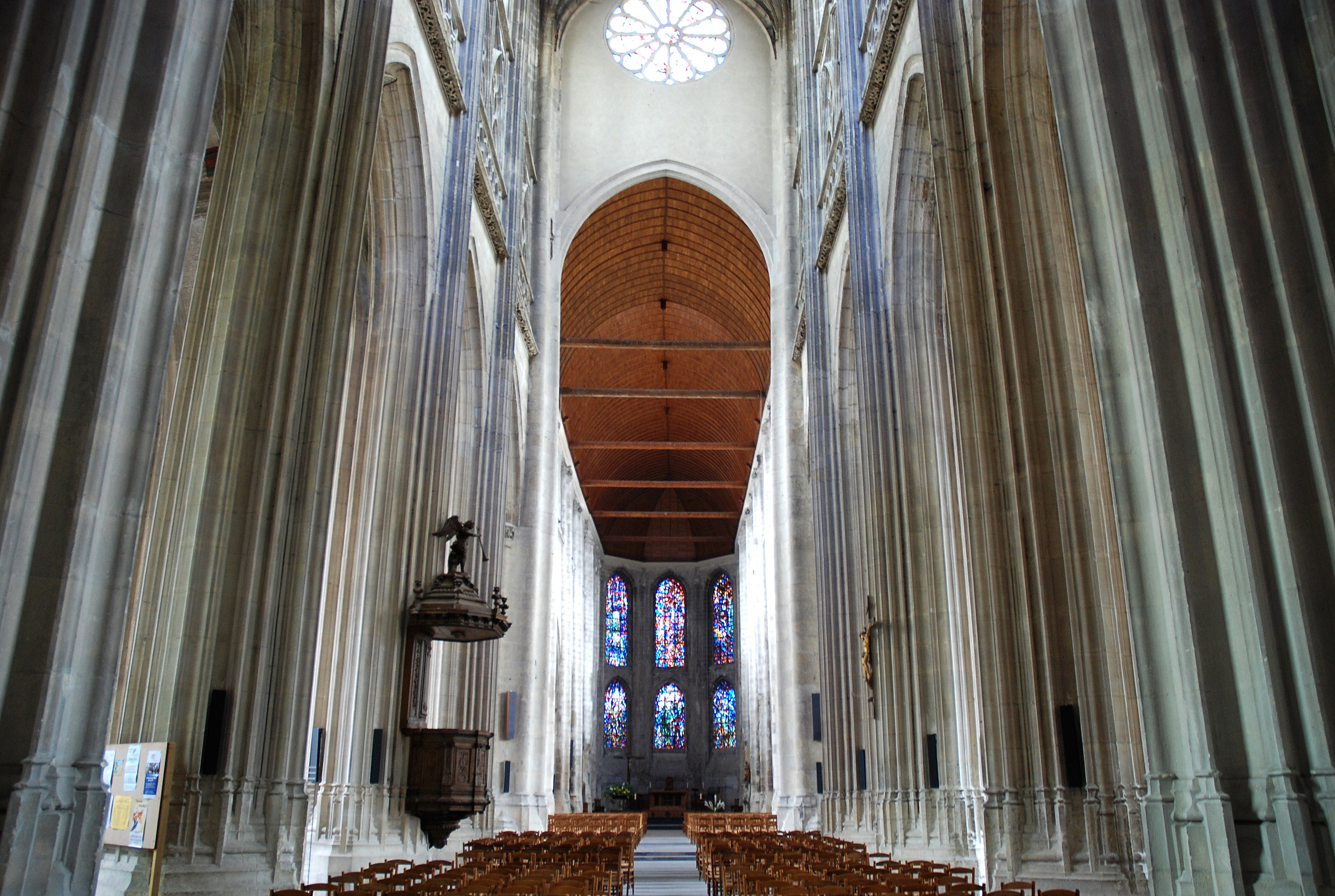
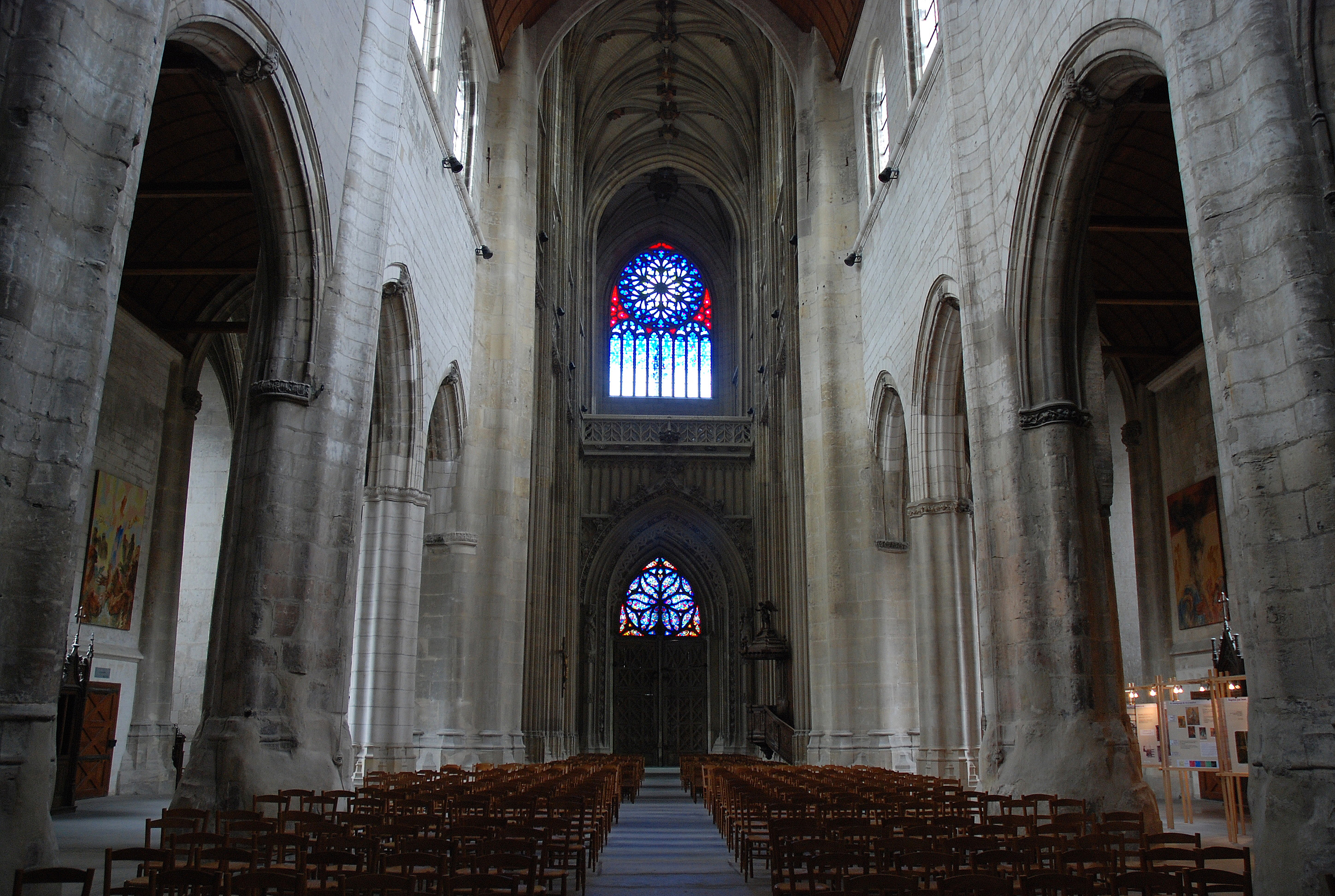
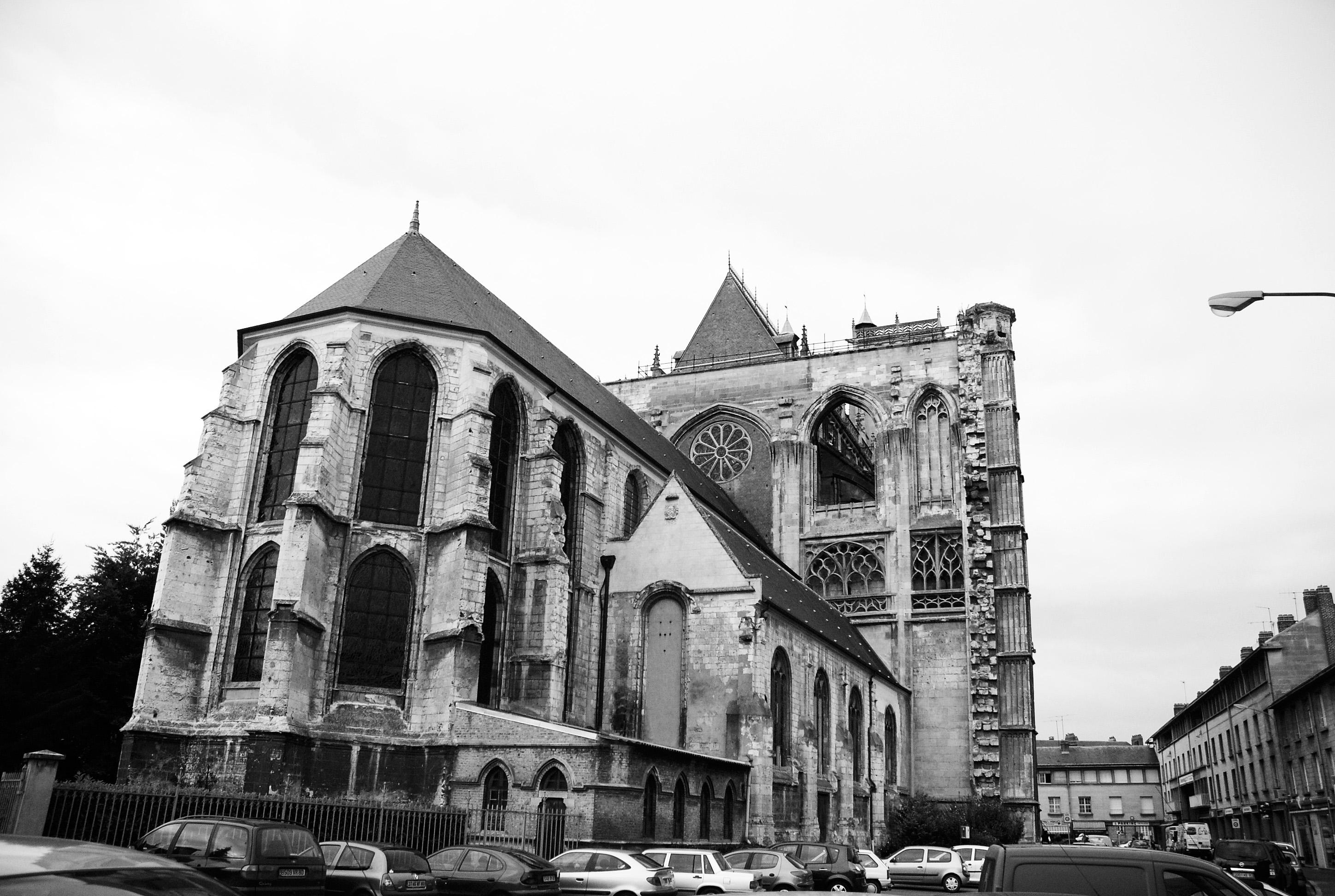

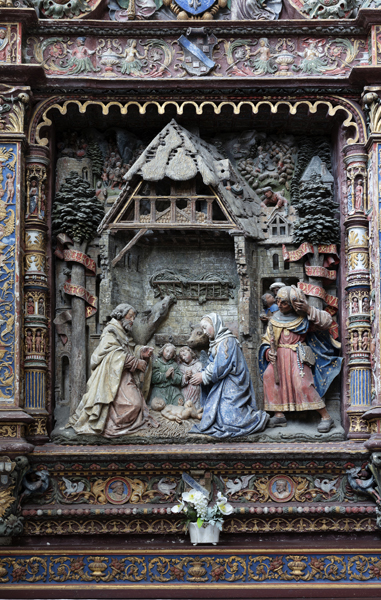
Altaar van de geboorte van Jezus
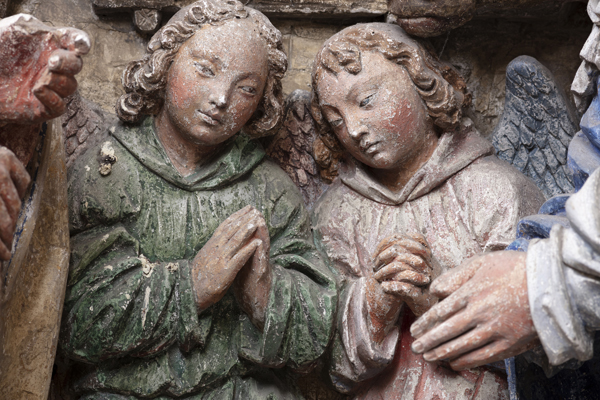
Altaar (detail)
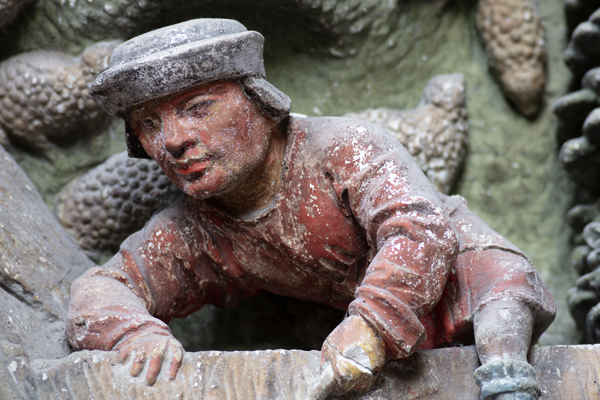
Altaar (detail)
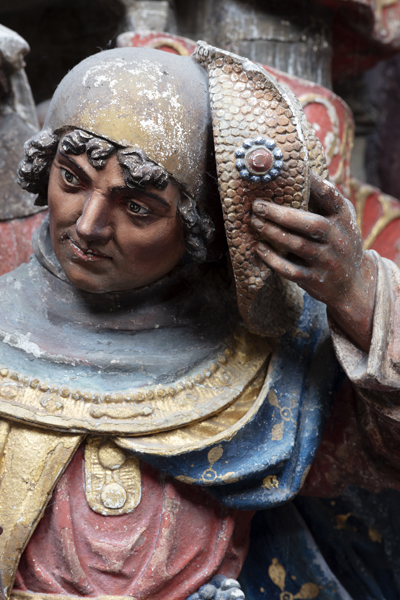
Altaar (detail)